# 蘭克韋爾
蘭克韋爾（德語：Rankweil）是奧地利福拉尔贝格州的一个市镇，位於該國西部，面積21.87平方公里，海拔高度468米，主要經濟活動是農業，2012年人口11,635。

## 外部連結
- http://www.rankweil.at （页面存档备份，存于）